# (7723) Lugger
(7723) Lugger (1952 QW) – planetoida z grupy przecinających orbitę Marsa okrążająca Słońce w ciągu 3 lat i 175 dni w średniej odległości 2,29 j.a. Została odkryta 28 sierpnia 1952 roku.